# ミルガ・グラジニーテ＝ティーラ

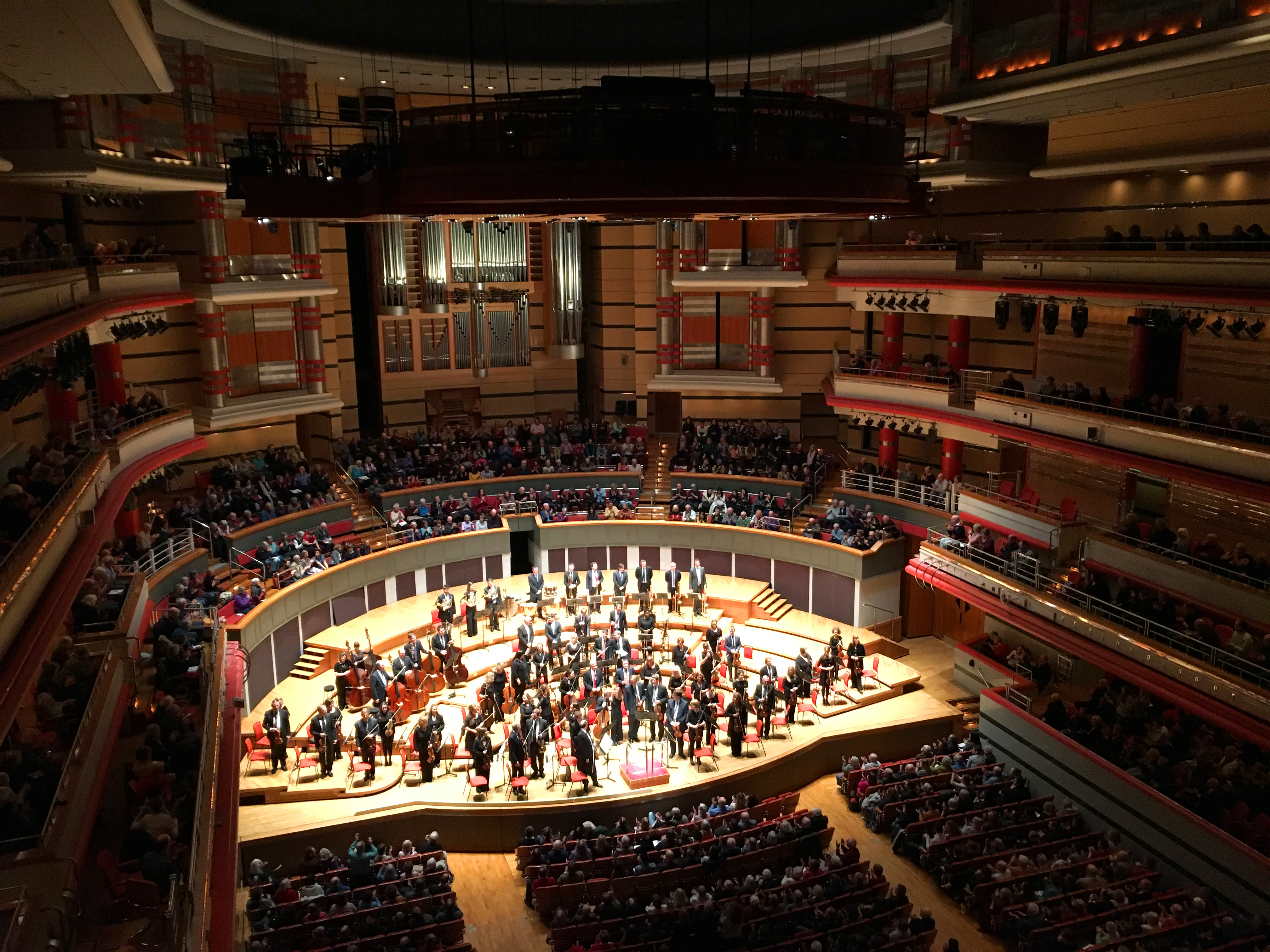
本拠地 シンフォニーホールで聴衆から拍手を送られるミルガ・グラジニーテ＝ティーラ（2017年）

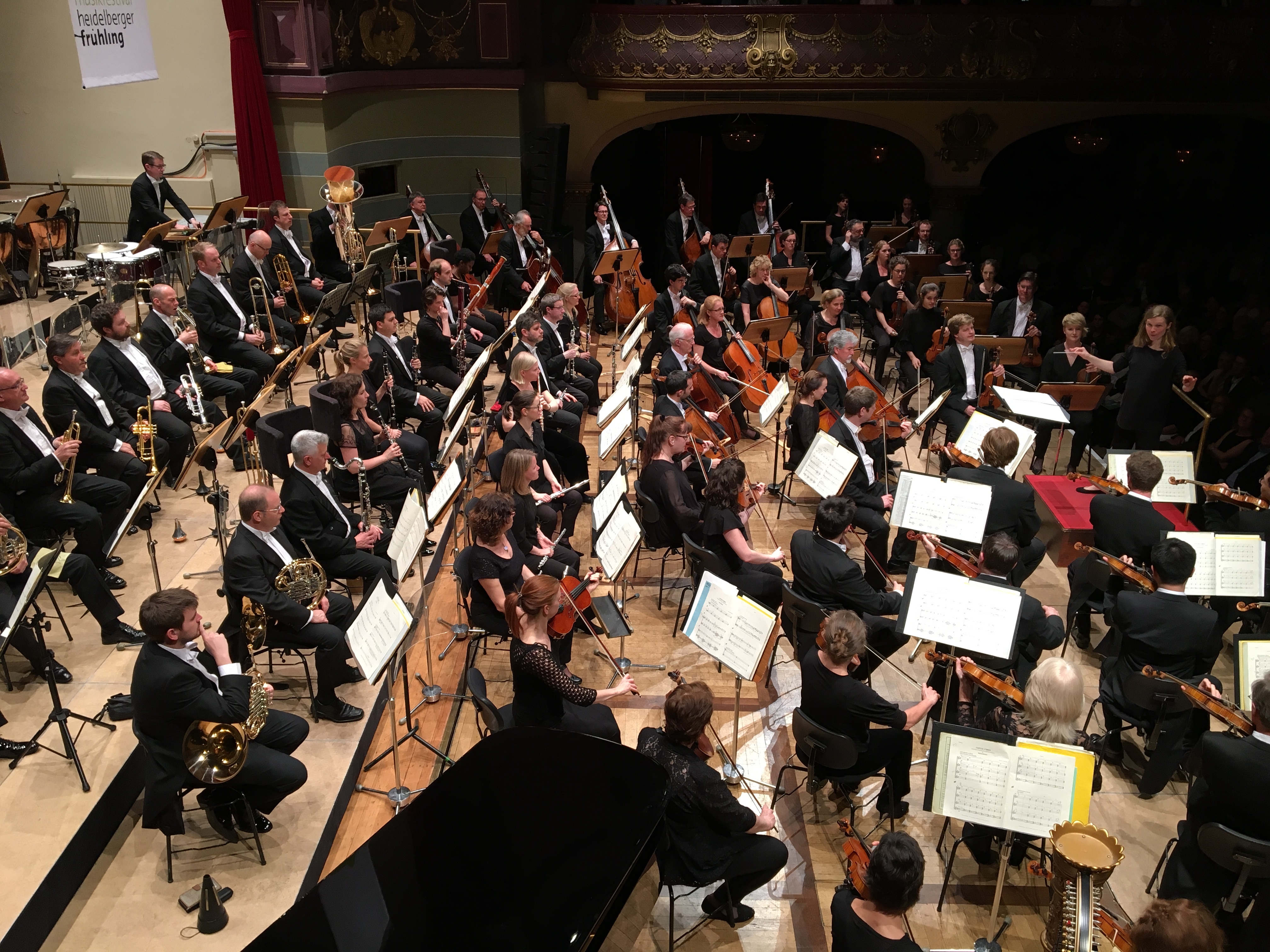
ハイデルベルクでバーミンガム市交響楽団を指揮するミルガ・グラジニーテ＝ティーラ（2018年）

ミルガ・グラジニーテ＝ティーラ（Mirga Gražinytė-Tyla, 1986年8月29日 - ）は、リトアニアのヴィリニュス出身の女性指揮者。

## 人物・来歴
ビリニュスの国立チョルリョーニス芸術学校、グラーツ芸術大学、チューリヒ音楽院、ライプツィヒ音楽院、ボローニャ音楽院に学ぶ。
2011年から2012年にハイデルベルク市立劇場の第2楽長、2013年から2014年にベルン歌劇場の第1楽長を歴任し、2015年からザルツブルク州立劇場の音楽監督およびロサンジェルス・フィルハーモニックのアシスタント指揮者を務める。同年7月からバーミンガム市交響楽団の首席客演指揮者も務め、2016年9月から2022年まで第12代音楽監督を務めた。2016年8月27日にはその手兵を率いてBBCプロムスに初登場した。